# Martin Nordmann
Martin Nordmann (* 11. November 1895 in Magdeburg; † 12. März 1980 in Hannover) war ein deutscher Mediziner und Pathologe.

## Leben
Nordmann besuchte das Realgymnasium in Magdeburg bis 1914. Im Ersten Weltkrieg war er beim Militär Fahnenjunker. Er wurde 1914 mit dem Eisernen Kreuz II. Klasse und 1915 mit dem Eisernen Kreuz I. Klasse ausgezeichnet und schied bei Kriegsende als Oberleutnant aus.
Anschließend studierte er von 1919 bis 1923 Medizin an der Universität Berlin, Georg-August-Universität Göttingen und an der Ludwig-Maximilians-Universität München. 1922 legte er sein Staatsexamen ab und promovierte 1923 zum Dr. med. mit der Dissertation „Beitrag zur Frage der experimentellen Schwangerschaftsglycosurie“ an der Georg-August-Universität Göttingen. Im Jahr 1923 erfolgte ebenfalls seine Approbation.
Ab 1923 bis 1924 war er Assistenzarzt im Pathologisch-Anatomischen Institut und 1924 bis 1925 in der Medizinischen Klinik in Magdeburg. Danach war er bis 1928 Assistenzarzt im Pathologischen Institut der Medizinischen Fakultät an der Universität in Köln. Dort erfolgte 1927 seine Habilitation für allgemeine Pathologie und pathologische Anatomie und Nordmann war dort anschließend bis 1928 Privatdozent.
Von 1928 bis 1929 war Nordmann Rockefeller Stipendiat und in den USA, England und den Niederlanden tätig. Anschließend erfolgte 1929 eine Umhabilitierung auf allgemeine Pathologie und spezielle pathologische Anatomie an der Königlich-Württembergischen Eberhard-Karls-Universität in Tübingen; Nordmann wurde an der dortigen Medizinischen Fakultät Privatdozent. Er war zudem von 1929 bis zum 31. Januar 1932 1. Assistenzarzt im Pathologischen Institut und Privatdozent für allgemeine Pathologie und spezielle pathologische Anatomie der Medizinischen Fakultät an der Universität zu Köln. Am 1. Februar 1932 wurde er nichtbeamteter außerordentlicher Professor für Pathologie der Medizinischen Fakultät an der Königlich-Württembergischen Eberhard-Karls-Universität in Tübingen.
Vom 1. Februar 1932 bis 1945 leitete Nordmann als Direktor das Pathologisch-Bakteriologische Institut im Stadtkrankenhaus Hannover. In der Wehrmacht war er als Oberstarzt beratender Pathologe beim Heeresgruppenarzt Mitte. Nach Kriegsende 1945 war er Pathologe im Krankenhaus Nordstadt in Hannover bis 1961 seine Versetzung in den Ruhestand erfolgte.
Nordmann setzte sich aufgrund seiner pathologischen Befunde für die Anerkennung des durch Asbest verursachten Lungenkrebs als Berufskrankheit ein.
Er war von 1963 bis 1968 Vizepräsident der Weltorganisation der Anatomischen und Klinischen Gesellschaft für Pathologie sowie von 1965 bis 1966 Präsident der Deutschen Gesellschaft für Pathologie. Im Jahr 1968 wurde er Präsident der Weltorganisation der Anatomischen und Klinischen Gesellschaft für Pathologie. Dieses Amt hatte er bis 1972 inne.
Ab dem 15. November 1974 war er Ehrenmitglied der Deutschen Gesellschaft für Laboratoriumsmedizin.
Nordmann war Vorsitzender des Ärztevereins Hannover und Ehrenpräsident der Buchführungs- und Steuerstelle der deutschen Ärzteschaft.

## Schriften
- Martin Nordmann: Beitrag zur Frage der experimentellen Schwangerschaftsglycosurie. 1922.
- Martin Nordmann: Das 1. Westpreussische Feldartillerie Regiment Nr. 35 im Weltkriege 1914-18. Druck in der Buchdruckerei des „Lindenhofes“, 1923.
- Martin Nordmann: Studien an Lymphknoten bei akuten und chronischen Allgemeininfektionen. in: Virchows Archiv für pathologische Anatomie und Physiologie und für klinische Medizin 267 (1928): Seite 158-203.
- Martin Nordmann: Studien am Fettgewebe, insbesondere dem des lebenden Säugetieres. in: Zeitschrift für die gesamte experimentelle Medizin 48.1 (1926): Seite 84-110.
- Martin Nordmann: Glykogenleber bei Poliomyelitis anterior: Ein Beitrag zur Stoffwechselneurologie der Medulla oblongata. in: Virchows Archiv für pathologische Anatomie und Physiologie und für klinische Medizin 263 (1927): Seite 832-838.
- Martin Nordmann: Hirnbefunde bei Preßluftkrankheit. in: Virchows Archiv für pathologische Anatomie und Physiologie und für klinische Medizin 268 (1928): Seite 484-491.
- Eberhard Koch und Martin Nordmann: Mikroskopische Beobachtungen am Blutkreislaufe des Säugetieres mit gleichzeitiger Verzeichnung des Blutdruckes: I. Mitteilung Über den Einfluß des Nervensystems und der Aortenabklemmung auf die Strombahn des Splanchnicusgebietes beim Kaninchen. in: Zeitschrift für die gesamte experimentelle Medizin 61 (1928): Seite 505-525.
- Martin Nordmann: Wachstum und Stoffwechsel der Leberzellen in der Gewebskultur. 1929.
- Eberhard Koch und Martin Nordmann: Mikroskopische Beobachtungen am Kreislaufe des Säugetieres mit gleichzeitiger Verzeichnung des Blutdruckes: II. Mitteilung. Über den Einfluß des Curare auf die Strombahn des Splanchnicusgebietes beim Kaninchen. in: Zeitschrift für die gesamte experimentelle Medizin 64 (1929): Seite 75-80.
- Martin Nordmann und Alph Rüther: Über die Bedingungen der Leukodiapedese: Mikroskopische Beobachtungen am lebenden Säugetier. in: Virchows Archiv für pathologische Anatomie und Physiologie und für klinische Medizin 279 (1930): Seite 45-57.
- Martin Nordmann und Eberhard Lebküchner: Zur Kenntnis der Paragangliome an der Aortengabel und am Grenzstrang. in: Virchows Archiv für pathologische Anatomie und Physiologie und für klinische Medizin 280 (1931): Seite 152-171.
- Martin Nordmann und Alph Rüther: Über die Schlagtätigkeit des explantierten Herzmuskels von Huhn und Ratte und ihre Beziehung zum Reizleitungssystem. in: Archiv für Experimentelle Zellforschung 11 (1931): Seite 315-321.
- Martin Nordmann und Otfried Müller: Über die Lage eines Blutdruck-regulierenden Zentrums in der Medulla oblongata. in: Klinische Wochenschrift 11 (1932): Seite 1371-1375.
- Martin Nordmann: Lymphknoten bei Anämien und Leukämien. in: Virchows Archiv für pathologische Anatomie und Physiologie und für klinische Medizin 285.1 (1932): Seite 201-279.
- Martin Nordmann und Friedrich Speckmann: Blutdruck und peripherer Kreislauf bei mit Serum vorbehandelten Kaninchen. in: Zeitschrift für die gesamte experimentelle Medizin 84 (1932): Seite 74-88.
- Martin Nordmann: Kreislaufstörungen und pathologische Histologie. (1933).
- Martin Nordmann: Die Rolle der Kreislaufstörungen bei der traumatischen Epilepsie. 1936.
- Martin Nordmann: Referat über die Spontanblutungen im menschlichen Gehirn. Fischer, 1937.
- Martin Nordmann: Über die Entstehung der Hirnerweichung. in: Klinische Wochenschrift 16.12 (1937): Seite 415-417.
- Martin Nordmann: Der Berufskrebs der Asbestarbeiter. in: Zeitschrift für Krebsforschung 47.1 (1938): Seite 288-302; Japanische Übersetzung in J. Science of Labour Vol. 86 No. 6 (2010), Seite 306–316.
- Martin Nordmann und Otto Weber: Tödliche Dinitroorthokresol-Vergiftung. in: Archiv für Gewerbepathologie und Gewerbehygiene 8 (1938): Seite 441-448.
- Martin Nordmann und Kurt Lindemann: Tetraperomelie und Zentralnervensystem. in: Virchows Archiv für pathologische Anatomie und Physiologie und für klinische Medizin 306 (1940): Seite 175-182.
- Martin Nordmann und Adolf Sorge: Lungenkrebs durch Asbeststaub im Tierversuch. in: Zeitschrift für Krebsforschung 51 (1941): Seite 168-182.
- Richard Bieling und Martin Nordmann: Kriegserfahrungen zur Pathologie und Therapie des Gasbrandes: Aus dem Feldlaboratorium einer Armee. Fischer, 1941.
- Martin Nordmann: Die Staublunge der Kieselgurarbeiter. in: Virchows Archiv für pathologische Anatomie und Physiologie und für klinische Medizin 311.1 (1943): Seite 116-148.
- Martin Nordmann und Wilhelm Doerr: Die pathologische Anatomie der Tularämie mit besonderer Berücksichtigung primärer Lungenbefunde. in: Virchows Archiv für pathologische Anatomie und Physiologie und für klinische Medizin 313 (1944): Seite 66-88.
- Martin Nordmann: Die vasomotorische Reaktion der terminalen Strombahn. in Klinische Wochenschrift, 1953, 31. Jg., Nr. 45, Seite 1096–1098.
- Martin Nordmann: Die erste Entstehung des Silikoseknötchens: Ein Beitrag zur primären Resorption des Staubes. in: Die Staublungenerkrankungen: Bericht über die 3. Internationale Staublungen-Tagung des Staatsinstitutes für Staublungenforschung und Gewerbehygiene beim Hygiene-Institut der Westfälischen Wilhelms-Universität Münster/Westf. vom 29. bis 31. Oktober 1957. Steinkopff, 1958.
- Martin Nordmann und Hermann Sonnenberg: Asbest-Zementstaub-Lunge: Pneumokoniose bei Mischstaub oder gemischtem Staub? in Archiv für Gewerbepathologie und Gewerbehygiene 18 (1960): Seite 205-219.